# Gérard Bellenger
Gérard Bellenger (* im 16. Jahrhundert in Castellane; † 12. Januar 1596 in Paris) war ein französischer römisch-katholischer Geistlicher und ernannter, aber nicht geweihter Bischof.

## Leben
Gérard Bellenger (auch: Bellanger), dessen Geburtsjahr nicht bekannt ist, war Doktor der Rechtswissenschaft und von 1571 bis 1574 Diözesanverwalter des Bistums Aix-en-Provence. Er vertrat das Bistum bei den Versammlungen des gesamten französischen Klerus in Melun (1579–1580) und Paris (1585–1586) und wurde 1588 zum Generalvertreter des französischen Klerus (Agent général du clergé) bei Hofe gewählt. Papst Clemens VIII. ernannte ihn am 2. Dezember 1592 zum Bischof von Fréjus. Da sich aber 1593 die politische Situation zu Gunsten des späteren Königs Heinrich IV. wandelte und Bellenger weiterhin in Opposition zu Heinrich stand, wurde er aus seinem Bistum verbannt, konnte das Bischofsamt nie besetzen und wurde auch nicht geweiht. Er starb 1596 auf einer neuerlichen Klerusversammlung in Paris. Bischof von Fréjus wurde erst 1599 Barthélemy Camelin.